# Thomas Moore
Thomas Moore, irl. Tomás Ua Mórdha (ur. 28 maja 1779 w Dublinie, zm. 25 lutego 1852 w Sloperton Cottage) – poeta irlandzki.

## Twórczość
Thomas Moore rozpoczął swoją pracę literacką od przekładów Anakreonta. Pod pseudonimem „Th. Little” ogłosił zbiór romantycznych wierszy miłosnych The Poetical Works. Sławny stał się dzięki pieśniom Irish Melodies (tomy 1–10 wydane w latach 1807–1834), wzorowanych na dawnych pieśniach irlandzkich. Muzykę do nich napisał J. Stevenson. Opiewały piękno krajobrazu, tradycję i folklor Irlandii. Ich uzupełnieniem są wydane w 1815 r. National Airs, pieśni na melodie nieirlandzkie.
Popularny stał się również jego poemat orientalny Lalla Rokh z 1817. Składały się na niego cztery opowieści poetyckie: The Veiled Prophet of Khorassan, The Paradise and the Peri, The Fire Worshippers oraz The Light of the Haram. Muzykę do nich pisał Robert Schumann. Opisywał w nich wschodnie krajobrazy, czerpiąc wzorce z książek o Persji. Napisał również powieść poetycką Loves of the Angels (1823) oraz w 1827 powieść prozą Epikurejczyk. Jednak nie są one wysoko cenione przez historyków literatury. Uznanie natomiast zdobyły satyry The Two – Penny Post Bag (1813) oraz The Fudge Family in Paris z 1818. Opracował także biografie Richarda Brinsleya Sheridana, Edwarda FitzGeralda oraz czterotomową Historię Irlandii (1835 – 1846).
Znał Byrona, u którego przebywał w Wenecji. Byron powierzył mu swoje Memoires, jednak Moore po śmierci swego znajomego i za radą wydawcy Johna Murraya zniszczył je. Wydał natomiast w 1830 listy i dzienniki Byrona pod tytułem: Letters and Journals of Lord Byron with Notices of His Life. Opracował także jego biografię.
Wydania zbiorowe jego dzieł ukazały się w 1840 oraz po śmierci w 1910; zaś w 1905 monografia S. Gwynn. Na gruncie polskim wywarł znaczny wpływ na twórczość Zygmunta Krasińskiego i Juliana Ursyna Niemcewicza. Przekłady poezji Thomasa Moore’a pojawiły się w drugim tomie antologii Poeci języka angielskiego z 1971.